# Tremella invasa
Tremella invasa är en svampart som först beskrevs av Hauerslev, och fick sitt nu gällande namn av Hauerslev 1996. Tremella invasa ingår i släktet Tremella och familjen Tremellaceae.  Artens status i Sverige är: Ej påträffad. Inga underarter finns listade i Catalogue of Life.